# Летонија на Зимским олимпијским играма 1924.
Летонија је била једна од шеснаест земаља која је учествовала на првим Зимским олимпијским играма 1924. у Шамонију, Француска. Летонску делегацију представљала су двојица такмичара који су се такмичили у 7 дисциплина у 2 спорта.
Летонски олимпијски тим није освојио ниједну олимпијску медаљу.
Заставу Летоније на свечаном отварању Олимпијских игара 1924. носио је нордијски скијаш Робертс Плуме. Робертс Плуме, је исте године учествовао и на Летњим олимпијским играма 1924. у Паризу где се такмичио у бициклизму.

## Учесници по спортовима
| Спорт           | Мушкарци | Жене | Укупно |
| --------------- | -------- | ---- | ------ |
| Скијашко трчање | 1        | 0    | 1      |
| Брзо клизање    | 1        | 0    | 1      |
| Укупно(2)       | 2        | 0    | 2      |

## Резултати

### Скијашко трчање
| Такмичар      | Дисциплина | Финале       | Финале       | Финале       | Детаљи |
| Такмичар      | Дисциплина | Време        | Заостатак    | Место/учес.  | Детаљи |
| ------------- | ---------- | ------------ | ------------ | ------------ | ------ |
| Робертс Плуме | 18 км      | Није завршио | Није завршио | Није завршио |        |
| Робертс Плуме | 50 км      | Није завршио | Није завршио | Није завршио |        |

### Брзо клизање
Тридесетједногодишњи Албертс Румба у чествовао је у 5 дисциплина брзог клизања. Најбоље се пласирао у трци на 1.500 метара где је заузео 10 место.
| Такмичар      | Дисциплина | Трка    | Трка           | Детаљи |
| Такмичар      | Дисциплина | Време   | Пласман (учес) | Детаљи |
| ------------- | ---------- | ------- | -------------- | ------ |
| Албертс Румба | 500 м      | 48,8    | 16 / 27 (27)   |        |
| Албертс Румба | 1.500 м    | 2:32,0  | 10 / 20 (21)   |        |
| Албертс Румба | 5.000 м    | 9:14,4  | 11 / 21 (22)   |        |
| Албертс Румба | 10.000 м   | 19:14,6 | 11 / 15 (16)   |        |

Вишебој 500, 1,500, 5.000 и 10.000 матара
| Клизач        | Дисциплина | 500 м | 1500 м | 5.000 м | 10.000 м | Ук. бодова | Бодови по времену | Пласман    | Детаљи |
| ------------- | ---------- | ----- | ------ | ------- | -------- | ---------- | ----------------- | ---------- | ------ |
| Албертс Румба | вишебој    | 7     | 6      | 7       | 7        | 27         | 212,607           | 7 / 9 (23) |        |